# Dyschirius politus
Dyschirius politus – gatunek chrząszcza z rodziny biegaczowatych i podrodziny grzebielników.

## Taksonomia
Gatunek ten opisany został po raz pierwszy w 1825 roku przez Pierre’a F.M.A. Dejeana pod nazwą Clivina polita.
Wyróżnia się w jego obrębie trzy podgatunki:
- Dyschirius politus chamunensis Fedorenko, 1992
- Dyschirius politus meridianus Fedorenko, 1992
- Dyschirius politus politus (Dejean, 1825)

## Morfologia
Chrząszcz o mocno wydłużonym ciele długości od 3,8 do 4,9 mm. Głowa jest metalicznie ciemnobrązowa, rzadziej czarna lub niebieska. Nadustek pozbawiony jest zęba pośrodku przedniej krawędzi. Czułki są brązowoczerwone z przyciemnionymi, czasem począwszy od drugiego członu przyciemnione; ich wierzchołkowe człony są niezgrubiałe, dłuższe niż szerokie lub tak szerokie jak długie. Barwa głaszczków również jest brązowoczerwona. Obrzeżenie boków przedplecza wyraźnie sięga ku tyłowi do tylnego chetoporu (punktu szczecinkowego). Pokrywy są smukłe, o stosunkowo równoległych bokach, całkowicie płaskich międzyrzędach i delikatnych, ale do samego szczytu wyraźnych, nieregularnie i skąpo punktowanych rzędach. Podstawa pokryw jest nieobrzeżona, siateczkowana niewyraźnie i tylko częściowo, pozbawiona guzka lub o guzku niewyraźnym. Powierzchnie pokryw mają po jednym chetoporze przypodstawowym, po jednym chetoporze zabarkowym, po dwa, rzadziej jeden lub trzy chetopory dyskalne i po dwa, rzadziej jeden lub trzy chetopory przedwierzchołkowe. Barwa przedplecza i pokryw jest zwykle metalicznie ciemnobrązowa, rzadziej czarna lub niebieska, często z wierzchokiem pokryw rdzawo lub jasnobrązowo prześwitującym. Skrzydła tylnej pary są w pełni wykształcone. Odnóża są czerwonobrązowe. Te pierwszej pary są grzebne i mają golenie o bardzo niewyraźnym i stępionym dolnym spośród ząbków krawędzi zewnętrznej oraz o dłuższej od kolca wierzchołkowego lub mu równej ostrodze.

## Ekologia i występowanie
Owad rozmieszczony od nizin do przedgórzy. Zasiedla niezacienione stanowiska na pobrzeżach wód płynących i stojących o podłożu piaszczystym, mulistym lub gliniastym, a także słonawiska, rozlewiska, piaskownie i wilgotne pola uprawne. Żyje w wykopanych w glebie norkach. Poluje na drobne bezkręgowce. Związany jest pokarmowo m.in. z różnymi stadiami rozwojowymi wściubów B. erraticus, B. gallicus, B. nanus, B. opacus i B. pallipes.
Gatunek holarktyczny, cyrkumborealny. Podgatunek nominatywny w Europie znany jest z Irlandii, Wielkiej Brytanii, Francji, Belgii, Holandii, Niemiec, Szwajcarii, Austrii, Włoch, Danii, Szwecji, Norwegii, Finlandii, Estonii, Łotwy, Polski, Czech, Słowacji, Węgier, Ukrainy, Mołdawii, Rumunii, Bułgarii, Słowenii oraz europejskich części Rosji i Turcji. W Azji podawany jest z syberyjskiej części Rosji, Kazachstanu, Turkmenistanu, Uzbekistanu, Kirgistanu, Iranu, Mongolii i Chin. W Ameryce Północnej notowany jest z Kanady i Stanów Zjednoczonych, w tym z Alaski. Podgatunek D. p. meridianus znany jest z Kazachstanu, Turkmenistanu, Uzbekistanu i Chin. Podgatunek D. p. chamunensis jest endemitem Iranu.